# General Atomics Aeronautical Systems
General Atomics Aeronautical Systems, Inc. (zkratkou GA-ASI) je dceřiná společnost General Atomics vyrábějící bezpilotní letadla a radarové systémy pro americké ozbrojené síly, nabízené na komerčním základě i dalším zákazníkům z celého světa.

## Divize

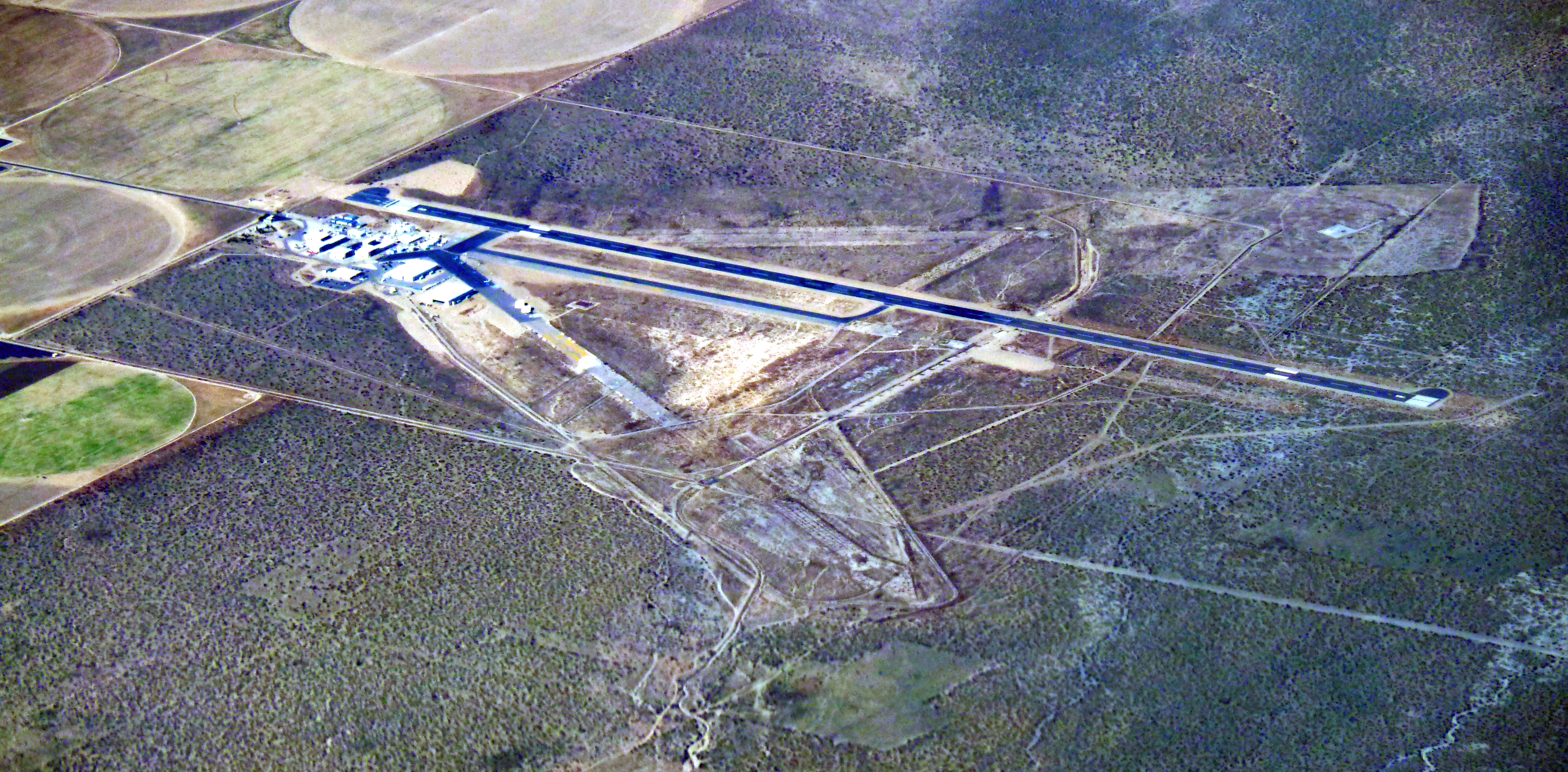
Letiště Grey Butte Field na okraji kalifornského města El Mirage, užívané GA-ASI jako základna pro testování dronů Predator.

- Skupina Aircraft Systems je jedním z předních výrobců bezpilotních leteckých systémů, a poskytuje také výcvik jejich obsluh a další služby při jejich provozu.
- Skupina Mission Systems navrhuje, vyrábí a instaluje průzkumné senzory, například infračervený typ s vysokým rozlišením Magnum (Raptor View) a radar se syntetickou aperturou/značkovač pohyblivých cílů Lynx, použitelné pro pilotovaná i bezpilotní letadla.

## Produkty

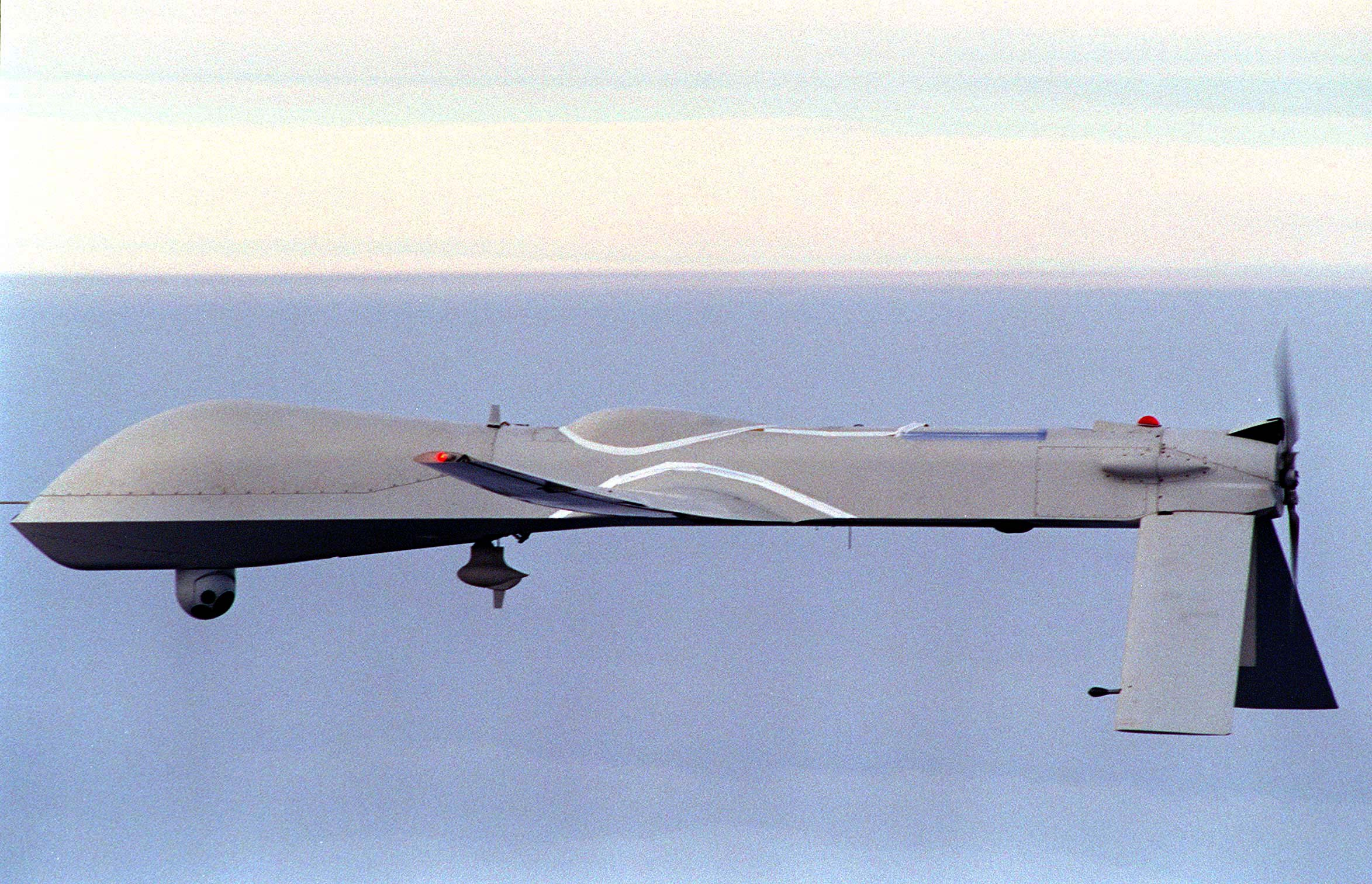
RQ-1 Predator je jedním z výrobků společnosti General Atomics

- General Atomics ALTUS
- General Atomics Avenger
- General Atomics GNAT
- General Atomics MQ-1 Predator
- General Atomics MQ-1C Gray Eagle
- General Atomics MQ-9 Reaper
- General Atomics Prowler